# Wyżnia Brama Chochołowska

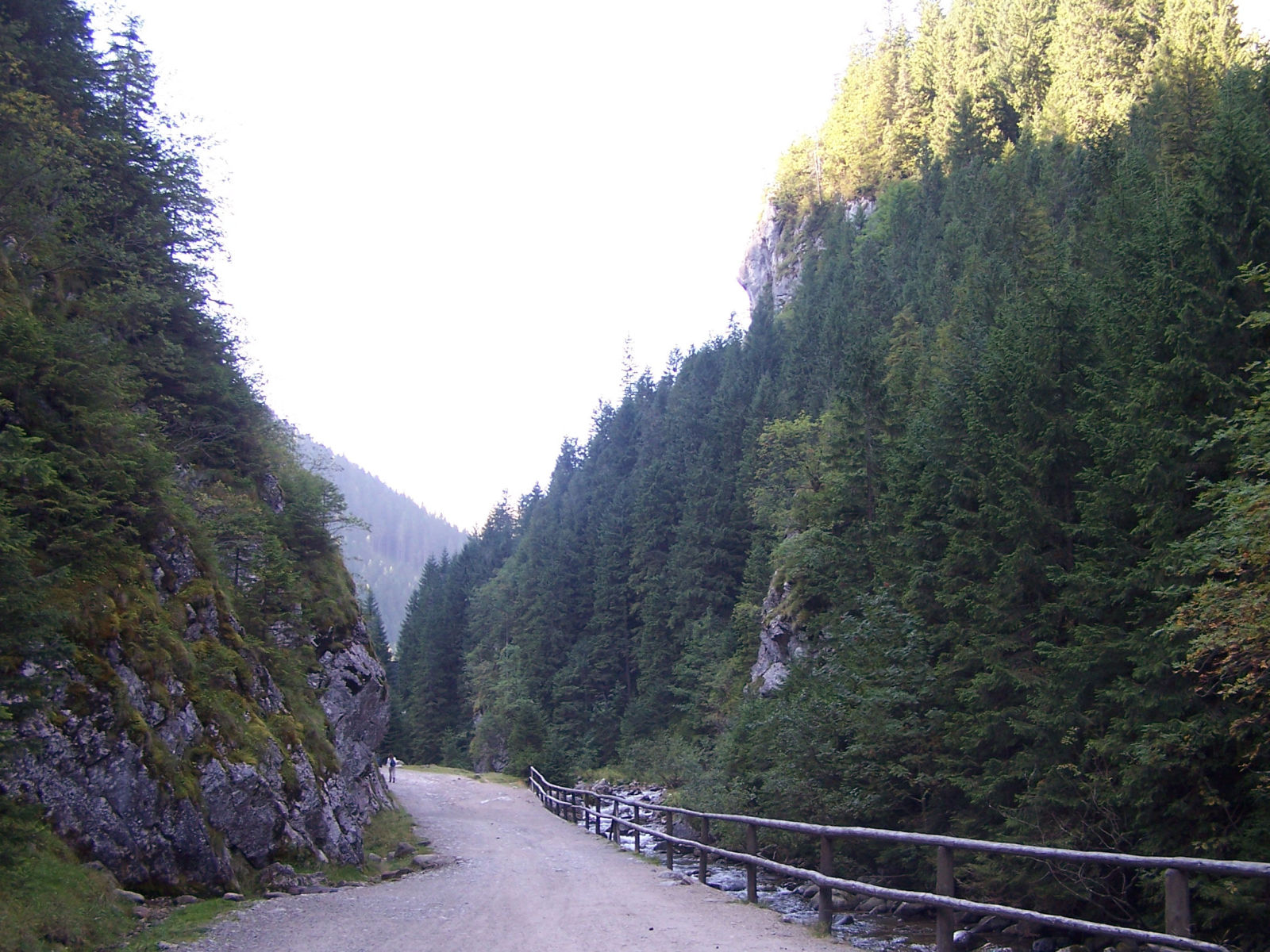
Wyżnia Brama Chochołowska

Wyżnia Brama Chochołowska (pod Zawiesistą) – ciasne, zbudowane z dolomitów wrota skalne w Dolinie Chochołowskiej w Tatrach Zachodnich. Znajdują się na wysokości ok. 1030 m n.p.m., na odcinku pomiędzy Polaną pod Jaworki a leśniczówką TPN (dawne schronisko Blaszyńskich). Utworzone są przez czoła grzbietów Kominiarskiego Wierchu i Bobrowca (tzw. Chochołowskie Czoła), w których Chochołowski Potok wyżłobił wąwóz. Część jego wód zanika tutaj w ponorze, płynąc podziemnymi, wymytymi w skale szczelinami, wypływa dopiero niżej w Wywierzysku Chochołowskim. W stromych ścianach masywu Bobrowca (po zachodniej stronie) znajduje się największa jaskinia Doliny Chochołowskiej – Szczelina Chochołowska oraz kilka mniejszych jaskiń. (Schron przy Szczelinie, Dziura w Zawiesistej, Zbójnicka Dziura, Kamienne Mleko, Jaskinia Rybia, Dziura nad Potokiem, Jaskinia Mała). Bezpośrednio ponad Wyżnią Bramą Chochołowską po stronie zachodniej znajdują się turnia Olejarnia i Zawiesista. Po stronie wschodniej, w zboczu Kominiarskiego Wierchu, u wylotu dolinki Dudziniec, znajduje się jaskinia Schron w Wyżniej Bramie Chochołowskiej.
Wyżnia Brama Chochołowska znajduje się niemal dokładnie w odległości 1 km od dolnego zwężenia – Niżniej Bramy Chochołowskiej. Powyżej Wyżniej Bramy Chochołowskiej dolina rozwidla się; ku wschodowi odgałęzia się od niej Dolina Starorobociańska, główna zaś oś doliny skręca w kierunku południowo-zachodnim.

## Szlaki turystyczne
– zielony szlak z Siwej Polany przez polanę Huciska na Polanę Chochołowską. Czas przejścia z parkingu na Siwej Polanie do schroniska na Polanie Chochołowskiej: 2:10 h, ↓ 1:45 h. Od Siwej Polany do Wyżniej Bramy Chochołowskiej ok. 1:25 h.